# NGC 3419
NGC 3419 (другие обозначения — UGC 5964, MCG 2-28-18, ZWG 66.41, ARAK 259, PGC 32535) — линзовидная или спиральная галактика в созвездии Льва. Открыта Альбертом Мартом в 1864 году.
Эта галактика является ближайшей к изолированной галактике NGC 3367 и удалена от неё на 900 килопарсек, расстояние до этих галактик от Млечного Пути составляет 43,6 мегапарсека. Галактика обладает внешним кольцом и выраженной внутренней линзой.
Этот объект входит в число перечисленных в оригинальной редакции «Нового общего каталога».
Галактика NGC 3419 входит в состав группы галактик NGC 3367. Помимо NGC 3419 в группу также входят NGC 3367, NGC 3391 и NGC 3419A.